# Megachile rhodosiaca
Megachile rhodosiaca là một loài Hymenoptera trong họ Megachilidae. Loài này được Rebmann mô tả khoa học năm 1972.